# Fernando Eichenberg

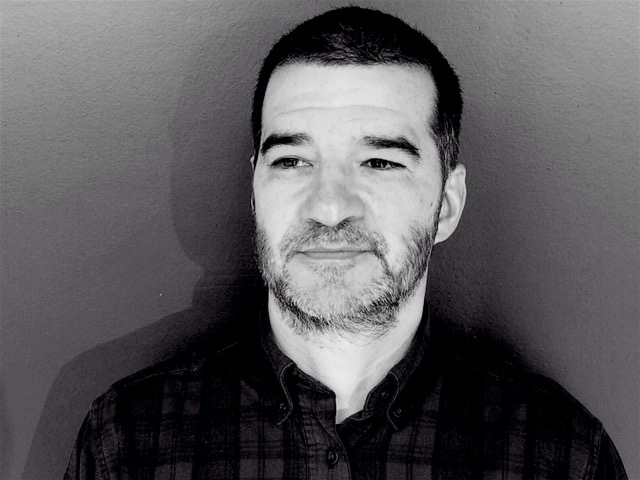

Fernando Eichenberg (Porto Alegre) é um jornalista, escritor e cronista brasileiro radicado na França. É vencedor do Prêmio ExxonMobil de Jornalismo .

## Carreira
Fernando Eichenberg nasceu em Porto Alegre (RS) e é formado em História e Jornalismo pela Universidade Federal do Rio Grande do Sul (UFRGS). Começou a carreira jornalística no diário gaúcho Zero Hora. Em 1997, mudou-se para Paris, onde cursou o programa da Fundação de Jornalistas na Europa. Desde então, passou a colaborar  como correspondente internacional para diversos veículos, entre os quais as revistas Bravo!, Piauí, Época, os jornais Folha de S.Paulo, O Globo, Valor Econômico, Terramagazine e o canal de tevê GNT/Globosat. Em 2010, assumiu o posto de correspondente do jornal O Globo em Washington D.C., nos Estados Unidos. Retornou para a França, ainda como correspondente de O Globo, em 2012.
Atualmente, colabora regularmente para vários veículos da mídia brasileira, cobrindo todas as áreas da atualidade (política, economia, cultura, esporte, comportamento etc). Cobriu a guerra do Kosovo e a Operação Coluna de Nuvem realizada por Israel em Gaza. Participou ainda da cobertura dos atentados terroristas em Paris de janeiro e novembro de 2015, e os ataques em Bruxelas e Nice de 2016.
Tem três livros publicados: Viagem (crônicas e reportagens que realizou em diversos países) e dois volumes de Entre Aspas - diálogos contemporâneos (compilações de longas entrevistas com personalidades mundiais).
Em 2015, venceu o Prêmio ExxonMobil de Jornalismo na categoria Reportagem pela série Anda e Para, publicada pelo jornal O Globo.
Foi finalista do Prêmio Jabuti 2007 na categoria "Reportagem", com o primeiro volume de "Entre Aspas - diálogos contemporâneos".

## Obras
- Viagem (ed. Artes e Ofícios, 2001)
  - Crônicas/reportagens sobre viagens em diferentes países (Kosovo, Bósnia, Burkina-Faso, Índia, Nepal ou Ucrânia).
- "Entre aspas - diálogos contemporâneos"; (Globo, 2006; vol. 1, L&PM Pocket, 2016).
  - Compilação de entrevistas realizadas durante os anos decorrespondência na Europa. Entre os 27 entrevistados incluídos no livro, estão nomes como Claude Lévi-Strauss, Jean-Luc Godard, Philippe Starck, Isabelle Huppert, Fanny Ardant, Henri Salvador, Wim Wenders, Jean Baudrillard, Peter Brook, Éric Rohmer, Elisabeth Badinter, Tzvetan Todorov, Patrice Chéreau, Paul Virilio, Jean-Pierre Jeunet, Michel Piccoli, Emir Kusturica, Antonio Tabucchi, Julia Kristeva e Charlotte Rampling.
- "Entre aspas - volume 2" (L&PM Editores, 2016).
  - Segundo volume da antologia de entrevistas internacionais, com 30 personalidades estrangeiras, entre as quais Pina Bausch, Frank Gehry, Charles Aznavour, Sempé, Albert Uderzo, Jane Birkin, Charlotte Gainsbourg, Robert Badinter, Amin Maalouf, Luc Ferry, Michel Houllebecq, John Malkovich, Ariane Mnouchkine, Stephen Greenblatt, Catherine Millet, Michael Stipe, Ian Kershaw e Robert Crumb.